# Te Aroha

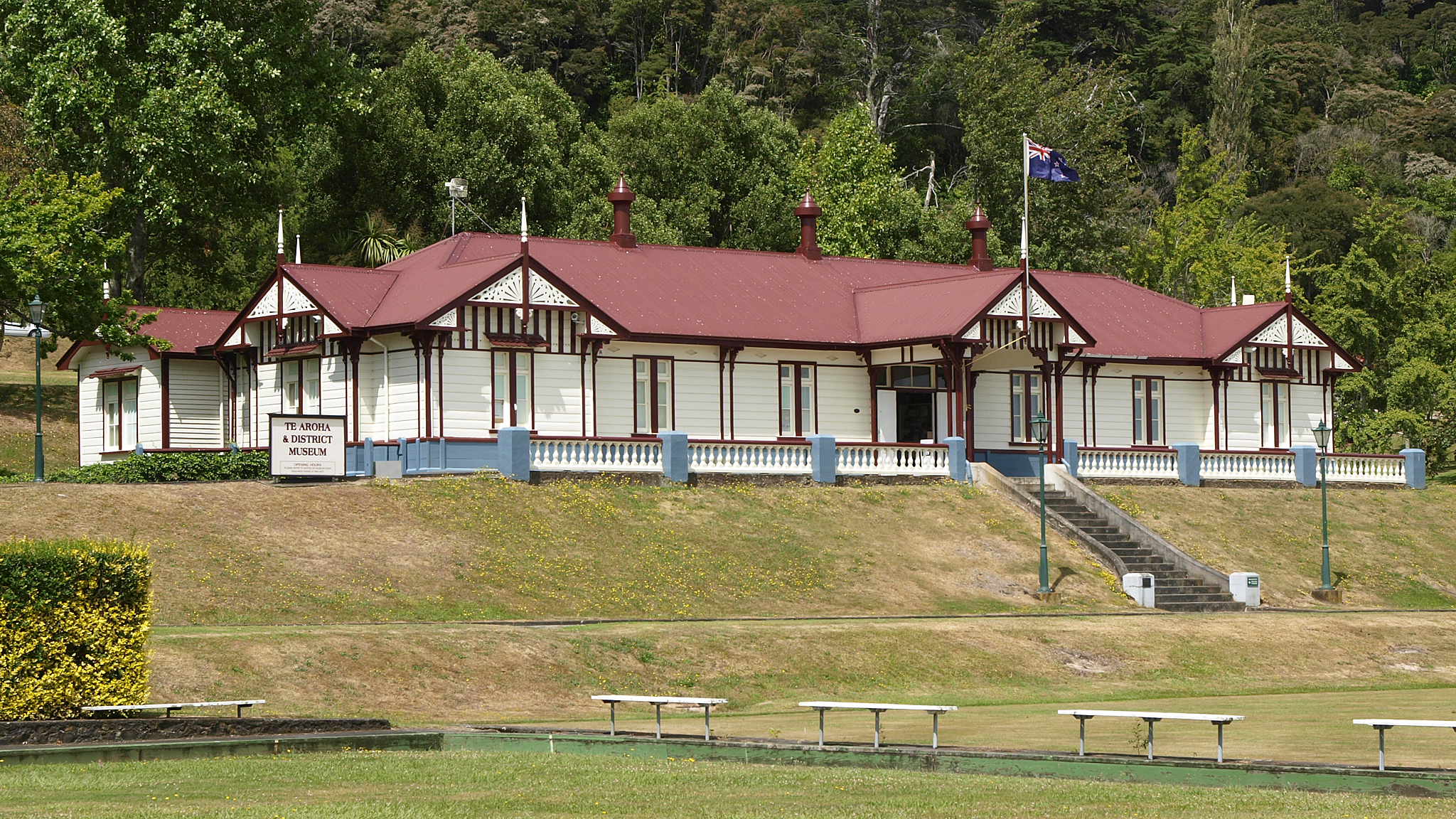
Früheres Cadman Bath House, heute Museum der Stadt

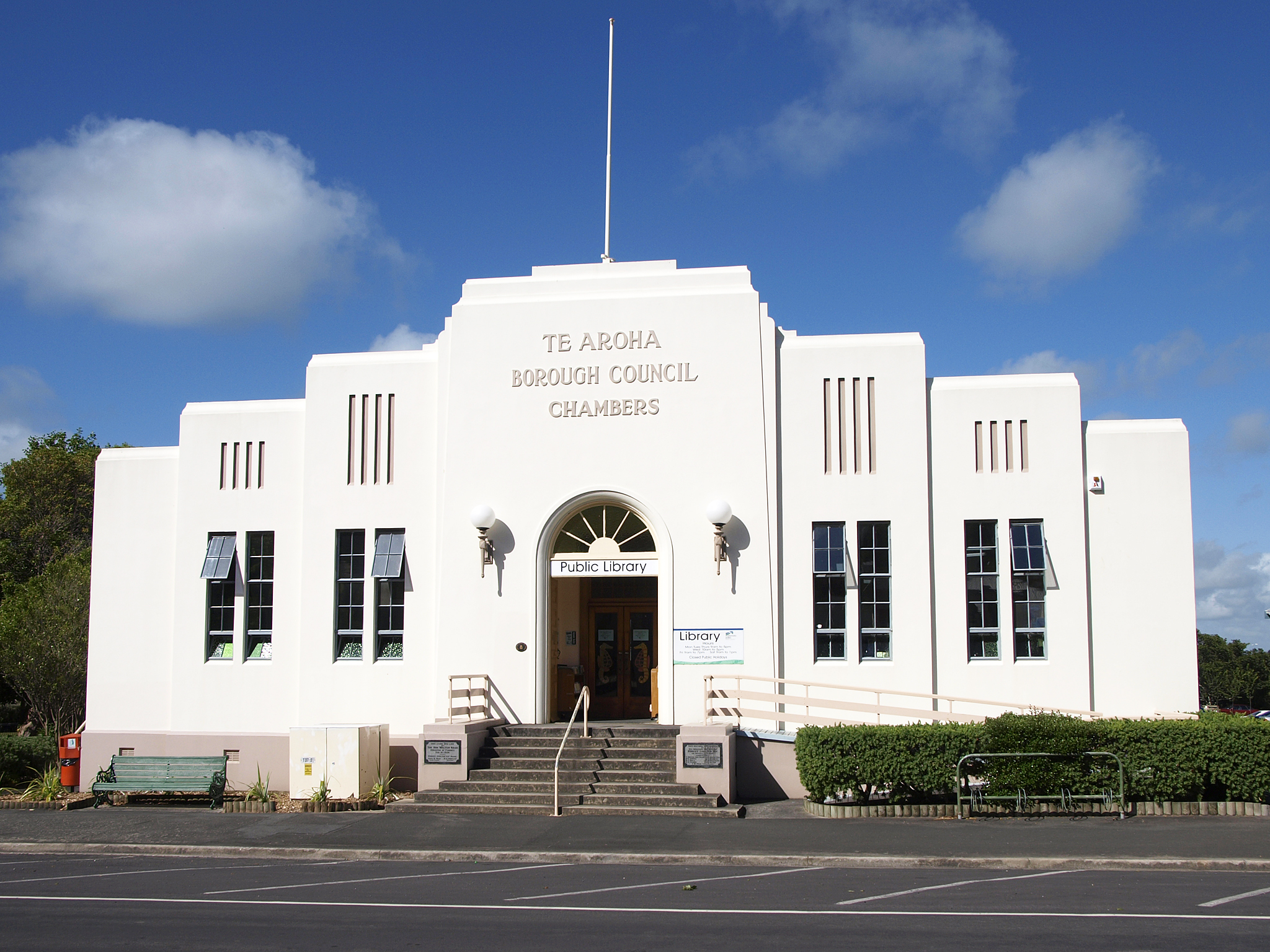
Früheres Gebäude der Stadtverwaltung, heute Bibliothek

Te Aroha ist eine kleine Stadt im Matamata-Piako District der Region Waikato auf der Nordinsel von Neuseeland.

## Namensherkunft
Einer Legende nach, die sich je nach Quelle etwas anders liest, erklomm Rāhiri, ein Māori-Chief des Iwi Te Arawa aus der Gegend um Whakatāne und Sohn des Bay of Plenty-Chiefs Kahu-Mata-Momoe, auf einer Rückreise zu seinem Stamm den Berg, der später Mount Te Aroha genannt werden sollte. Von der Aussicht auf Land und Meer, die er von dort oben hatte, soll Rāhiri so überwältigt gewesen sein, dass er „Aroha ki tai! Aroha ki uta!“ ausgerufen haben soll, was in Neuseeland mit „Love to the sea! Love to the shore!“ (deutsch: Liebe zur See! Liebe zur Küste!) übersetzt wird. Es wird interpretiert, dass damit die See und das Land gemeint waren.
Andere vom Stamm der Te Arawa erzählen, dass es Kahumatamomoe, Sohn von Tamatekapua, dem Anführer des Te Arawa-Kanus war, der dies getan hat, und in Waikato wird diese Tat noch einem anderen Anführer zugesprochen.
Wie auch immer die Geschichte sich zugetragen hat, wurde aus dem Namen aroha (Liebe) die Bedeutung uta (Land) und tai (See), die Liebe für das Land und die See, und der Berg anfänglich Te Aroha a uta, Te Aroha a tai genannt. Später wurde für den Berg daraus verkürzt Te Aroha und die entstehende Siedlung nach dem Berg benannt.

## Geographie
Die Stadt befindet sich rund 46 km nordöstlich von Hamilton und 47 km südsüdöstlich von Thames im Waihou-Piako Bassin an der westlichen Flanke der Kaimai Range. Durch den Ort verläuft der State Highway 26, der Te Aroha mit Hamilton verbindet und nach Norden mit der Coromandel Peninsula. Nordöstlich der Stadt liegt der Mount Te Aroha, 952 m hoch und Namensgeber des Ortes. Durch Te Aroha fließt der Waihou River, und nördlich der Stadt befindet sich das sumpfige Tiefland der Hauraki Plains.

## Geschichte
Te Aroha wurde offiziell am 25. November 1880 mit der Eröffnung der 3 km weiter südöstlich liegenden Waiorongomai Goldfelder gegründet. Während sich der Ort Waiorongomai durch den Goldbergbau entwickelte, wuchs Te Aroha 1886 zu einer kleinen Stadt und 1896 zur Borough (kleine Stadt mit eigener Verwaltung).
Die Entwicklung von Te Aroha wurde aber wesentlich durch die Schenkung der heißen Quelle des Ortes durch den Maori-Chief, Te Mokena Hau an die britische Krone 1882 beeinflusst. Die heiße Mineralquelle, die zuvor von den ortsansässigen Māori genutzt wurde, stand jetzt erholungsuchenden Europäern zur Verfügung. Die 1886 eröffnete Eisenbahn, ein Abschnitt der East Coast Main Trunk Railway, brachte Touristen nach Te Aroha, und mit der Eröffnung des Te Aroha Domain im Jahr 1889 entwickelte sich Te Aroha unter der Kontrolle des Minister of Lands schnell zu einem landesweit bekannten Kur- und Erholungsort.
Am 9. Juni 1883 erschien die erste Tageszeitung Te Aroha News and Upper Thames Advocate. Später wurde sie in Te Aroha News umbenannt und erschien so bis in das Jahr 1986.
1895 war der „Goldrausch“ in dem benachbarten Waiorongomai vorbei, sodass sich die Bevölkerung von über 2.000 Einwohnern innerhalb von fünf Jahren auf einige Hundert reduzierte. Viele von den Gebäuden der Goldgräberstadt wurden auf Rollen durch das Tal nach Te Aroha gezogen und dort wieder aufgebaut.
Nach Eröffnung des Kaimai-Tunnels 1978 wurde der Abschnitt der East Coast Main Trunk Railway, der über die Kaimai Range und durch die Karangahake Gorge führte, aufgegeben. Die Bahnstrecke durch Te Aroha wurde dadurch zunächst Teil der Nebenstrecke nach Thames und ist inzwischen stillgelegt.
Te Aroha behielt seine Bedeutung als Kur- und Erholungsort bei, bis Anfang der 1980er Jahre Bedenken über die Reinheit und Qualität des Badewassers in der Domain aufkamen. 1983 wurde das Bad geschlossen und abgebaut. Die Gebäude des Te Aroha Domain blieben allerdings erhalten und stehen heute unter Denkmalschutz. Das Hauptgebäude, das Cadman Bath House, wird nun als Museum des Ortes genutzt.

## Bevölkerung
Zum Zensus des Jahres 2013 zählte der Ort 3906 Einwohner, 3,7 % mehr als zur Volkszählung im Jahr 2006.

## Wirtschaft
Hauptwirtschaftsfaktor der Region um Te Aroha stellt heute die Milchwirtschaft mit dem milchverarbeitenden Gewerbe dar. Schafzucht, Fleischverarbeitung, Holzverarbeitung und Düngemittelproduktion sind weitere Erwerbszweige. Die heißen Quellen ziehen immer noch Touristen und Erholungsuchende an, doch hat dieser Wirtschaftszweig nicht mehr die Bedeutung früherer Jahre.

## Geysir Mokena

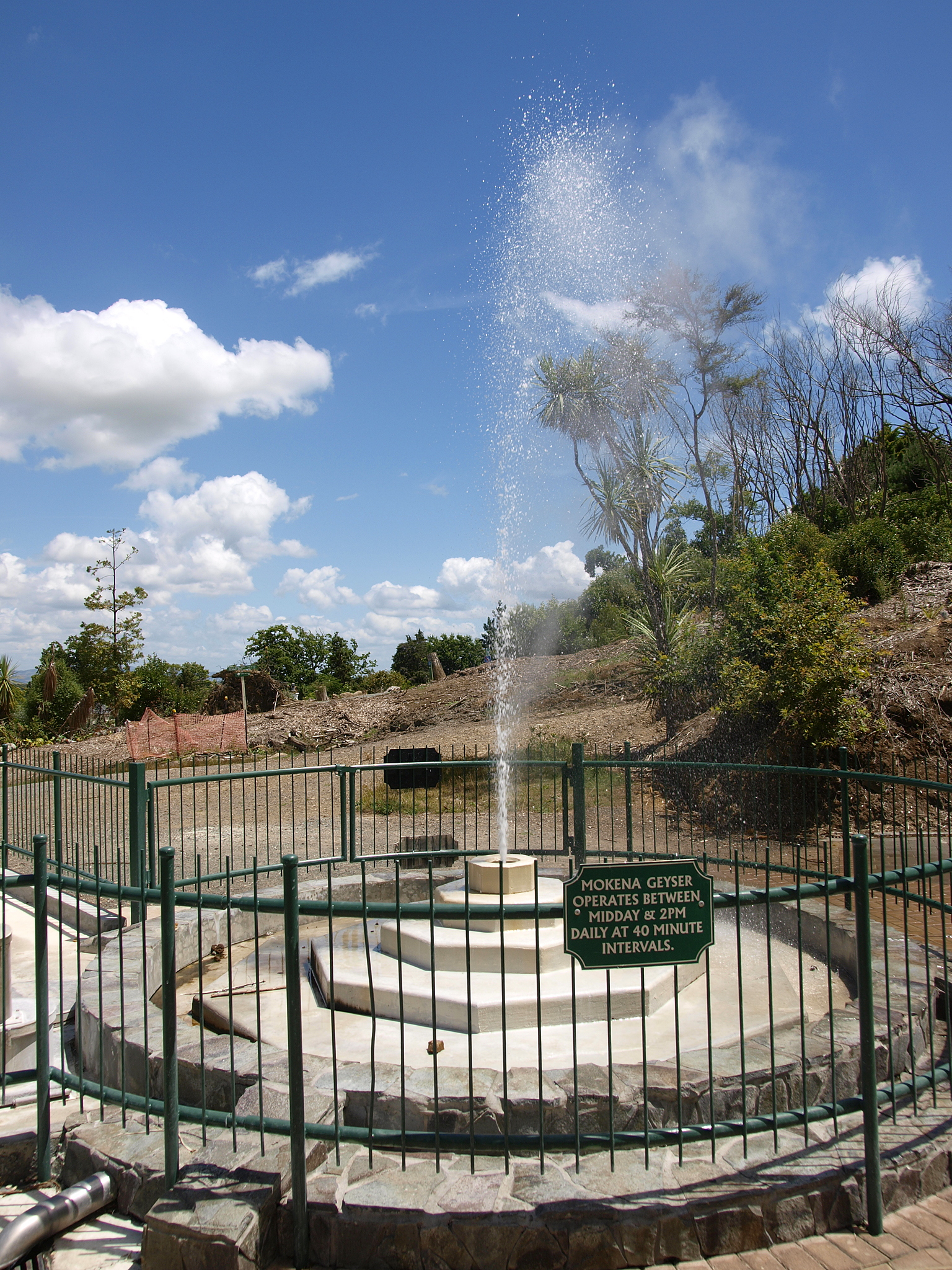
Mokena Geysir

Der einzige auf der südlichen Hemisphäre vorkommende Kaltwassergeysir befindet sich in Te Aroha. Der Mokena Geyser kommt aus einer Tiefe von rund 70 m und fördert täglich bei einem Intervall von 40 Minuten rund 28.000 Liter kristallklares Wasser zu Tage, das zwischen 75 und 85 °C warm ist.
Der Geysir wurde nach dem Māori-Chief Mokena Te Hau benannt.

## Persönlichkeiten
- Edward James O’Donoghue (1900–1994), English Billiards- und Snookerspieler
- Susan Te Kahurangi King (* 1951), Künstlerin
- Judith Collins (* 1959), Politikerin der New Zealand National Party
- Wayne Werder (* 1972), Squashspieler
- Keith Robinson (* 1976), Rugbyspieler